# Mia Poppe
Mia Poppe, egentligen Anna Maria Poppe, född 23 februari 1969 i Allerums församling, Helsingborgs kommun, Malmöhus län, är en svensk skådespelare och regissör. Hon är dotter till skådespelarna Gunilla och Nils Poppe samt syster till musikern och trubaduren Thomas Poppe och halvsyster på faderns sida till Anja Landgré.

## Biografi
Mia Poppe är uppvuxen i Domsten och debuterade som 16-åring i sin fars uppsättning Fars lille påg på Fredriksdalsteatern i Helsingborg 1985. Året därpå gjorde hon succé som piccolo i operetten Vita Hästen, också på Fredriksdalsteatern.
Poppe är utbildad vid Skara skolscen och scenskolan i Göteborg. Hon frilansar inom teater, film och TV och har skrivit och regisserat egna pjäser. Hagge Geigert engagerade henne till komedin Omaka par på Lisebergsteatern i Göteborg 1994. Hon spelade i kriminalfarsen Prosit kommissarien på Palladium i Malmö 2001.  1997-1998 var hon anställd vid Stockholms Stadsteater, där hon medverkade i musikalen Spelman på taket och gjorde enmansföreställningen Shirley Valentine.
Här bör även nämnas Söderkåkar och No way to treat a lady på Boulevardteatern i Stockholm. Vidare har hon spelat sommarteater med Berit Carlberg i Södertälje och hos Eva Rydberg i Helsingborg. Mia gjorde en framträdande roll i den kritikerrosade filmen Nina Frisk 2007. Vintern 2008 turnerade hon med pjäsen Gycklaren 100 år, en hyllningsföreställning till Nils Poppe. Hösten 2013 regisserade hon musikalen Sound of Music på Skövde stadsteater. Sommaren 2015 spelade hon Jenny Lind på Poppegården.
Mia Poppe är en av huvudlärarna vid Calle Flygare Teaterskola i Stockholm. Hon är gift med skådespelaren Niclas Strand, och har en dotter från ett tidigare förhållande med skådespelaren Magnus Byström.
Makarna Mia Poppe och Niclas Strand är medgrundare till Mälarhöjdens Friluftsteater i Mälarhöjden i södra Stockholm, invigd sommaren 2013, och sedan 2018 är de även engagerade i att få Vingåkers Folkets park att blomstra med många kulturevenemang igen.

## Filmografi (i urval)
- 2014 – Zon 261[8]
- 2007 – Nina Frisk
- 2003 – Tur & retur
- 2000 – Där våldet slutar börjar kärleken
- 1994 – Omaka par

## Teater

### Roller (ej komplett)
| År   | Roll                               | Produktion                                                    | Regi              | Teater                   |
| ---- | ---------------------------------- | ------------------------------------------------------------- | ----------------- | ------------------------ |
| 1985 | Ängeln                             | Fars lille påg Franz Arnold och Ernst Bach                    | Hans Bergström    | Fredriksdalsteatern      |
| 1988 | Hembiträdet Jette                  | AB Dun och Bolster! Franz Arnold och Ernst Bach               | Hans Bergström    | Fredriksdalsteatern      |
| 1992 | Betty Lagberg                      | Spanska flugan                                                | Hans Bergström    | Fredriksdalsteatern      |
| 1993 | Ella Westman                       | Bröderna Östermans huskors Oscar Wennersten                   | Hans Bergström    | Fredriksdalsteatern      |
| 1994 |                                    | Omaka par Neil Simon                                          | Arne Strömgren    | Lisebergsteatern         |
| 1994 |                                    | Den tappre soldaten Bom Åke Cato och Mikael Neumann           | Hans Bergström    | Fredriksdalsteatern      |
| 1997 |                                    | Prosit! Kommissarien Jack Popplewell                          | Jan Hertz         | Palladium                |
| 1997 | Tzeitel                            | Spelman på taket Jerry Bock, Sheldon Harnick och Joseph Stein | Georg Malvius     | Stockholms stadsteater   |
| 1999 | Professorskan Emily Palm           | Fars lilla tös Franz Arnold och Ernst Bach                    | Jan Hertz         | Fredriksdalsteatern      |
| 2000 | Vendela Sandrew                    | Arnbergs korsettfabrik Franz Arnold och Ernst Bach            | Hans Bergström    | Fredriksdalsteatern      |
| 2007 | Connie                             | Den stora premiären Åke Cato och Mikael Neumann               | Adde Malmberg     | Fredriksdalsteatern      |
| 2017 | Sjuksyster Gabriella Killman       | Soldat Fabian Bom Nils Poppe                                  | Ulf Dohlsten      | Vallarnas friluftsteater |
| 2018 | Professorskan Emilie Palm          | Fars lilla tös Franz Arnold och Ernst Bach                    | Anders Aldgård    | Fredriksdalsteatern      |
| 2024 | Fanny Munter, gladlynt tragedienne | Ett resande teatersällskap Andreas T. Olsson                  | Andreas T. Olsson | Sundspärlan              |